# دادساهب فالك

دونديراج جوفيند فالك  (بالمراثية: धुंडीराज गोविंद फाळके) المعروف باسم دادساهب فالك (بالمراثية: दादासाहेब फाळके) هو كاتب ومخرج سينمائي هندي، يعرف باسم أب السينما الهندية. بدأ مع فلمه الأول راجا هاريششاندرا في عام 1913، قدم 95 فلمًا و26 فيلمًا قصيرًا في مسيرته التي امتدت 19 عاما حتى عام 1937.

## روابط خارجية
- دادساهب فالك على موقع IMDb (الإنجليزية)
- دادساهب فالك على موقع الموسوعة البريطانية (الإنجليزية)
- دادساهب فالك على موقع ألو سيني (الفرنسية)
- دادساهب فالك على موقع قاعدة بيانات الفيلم (الإنجليزية)
- دادساهب فالك على موقع كينوبويسك (الروسية)